# Supervisão do ensino
Supervisão de ensino é uma especialidade do pedagogo, que pode ser obtida através de cursos de habilitação, incorporada ou não à licenciatura em pedagogia, ou através de especialização. O supervisor de ensino atua junto ao corpo docente das instituições de ensino, coordenando as práticas pedagógicas, bem como acompanhando o desenvolvimento do currículo.
O trabalho desenvolvido pelo supervisor de ensino envolve professores, diretoria, alunos e pais de alunos.
Com os docentes, se reúne individualmente ou em grupo para troca de idéias/experiências sobre o trabalho a ser realizado em classe, efetivando o planejamento através da contemplação do currículo escolar. Promove ainda, momento para reflexão sobre o trabalho desenvolvido em sala de aula com o objetivo de melhorar os resultados obtidos, referentes a aprendizagem do educando.
Com a direção da escola, participa organizando, acompanhando e desenvolvendo todo o processo de Plano de Ação para o referido ano letivo, realiza reunião de pais, viabiliza situações de Estudo do Meio e outras que são necessárias recursos materiais, entre outras.
Com alunos, promove acompanhamento regular das atividades propostas, bem como das avaliações e seus resultados. Realiza encontros individuais ou em grupo para sondar idéias, opiniões, dúvidas, expectativas, angústias, etc.
Com os pais, constrói os elos entre aluno, família e escola, através de uma relação de confiança, de diálogo, de orientação, de acompanhamento individual, visando a efetiva aprendizagem do educando.